# Najm ad-Din Ayyub
Pour les articles homonymes, voir Ayyub.
Al-Malik al-Afdal Najm ad-Din Ayyub ibn Shadhi ibn Marwan (mort le 9 août 1173) est un officier kurde au service des émirs zengides. Il est également le père de Saladin et l'ancêtre de la dynastie ayyoubide.

## Biographie
Ayyub est le fils de Shadhi ibn Marwan, un chef kurde, et un frère de Shirkuh. La famille appartenait au clan kurde de Rawadiya, lui-même branche de la tribu Hadhabani. Ils étaient parents de la dynastie kurde des Shaddadides et, quand le dernier d'entre eux fut déposé à Dvin en 1130, Shadhi emmena sa famille d'abord à Bagdad puis à Tikrit, où il est nommé gouverneur par Bihruz, commissaire du sultan seldjoukide auprès du calife. Shadhi meurt peu après et Ayyub lui succède comme gouverneur de Tikrit.
En 1132, le calife Al-Mustarchid profite de la mort du sultan Mahmoud II et de la lutte pour sa succession pour tenter de s'émanciper de la tutelle seldjoukide. Zengi, émir de Mossoul marche sur Bagdad pour soutenir les seldjoukides, mais est battu près de Tikrit par l'armée du calife. Encerclé avec son armée au bord du fleuve, il ne doit son salut qu'à Ayyub qui lui fait traverser le fleuve et l'aide à s'enfuir,. Vers 1137, les deux frères quittent Tikrit, quelques jours après la naissance de Saladin, pour rejoindre Zengi, qui nomme Ayyub gouverneur de Baalbek. La ville est assiégée en 1146 par Mu'in ad-Din Unur, le régent de Mujir ad-Din Abaq, atabeg bouride de Damas. Ayyub le bat et l'oblige à se retirer à Damas.
Après la mort de Mu'in ad-Din Unur, Mudjir ad-Din Abak continue sa politique d'alliance avec les Francs, au grand mécontentement de la population damascène. Nur ad-Din, le fils de Zengi, envoie Ayyub à Damas pour saper le pouvoir de Mudjir ad-Din Abak et détache la milice et l'armée de sa fidélité à son émir. De son côté, Nur ad-Din accuse les fidèles de Mudjir ad-Din Abak de comploter contre lui et l'émir, terrorisé, les fait exécuter sans vérifier les accusations. Quand Nur ad-Din assiège Damas le 18 avril 1154 la ville ouvre ses portes au zengide et rejette son émir. Il nomme alors Ayyub gouverneur de Damas. Pour l'honorer et le remercier de ses services, Nur ad-Din l'autorise à demeurer assis en sa présence.
Comme son père et son oncle, Saladin, fils d'Ayyoub, entre au service de Nur ad-Din qui l'envoie accompagner Sihrkuh dans les campagnes d'Égypte de 1164 à 1169. Sirkuh meurt le 23 mars 1169, Saladin devient vizir d'Égypte et Ayyub le rejoint, soit appelé par son fils, soit envoyé par Nur ad-Din pour lui ordonner de mettre fin au califat fatimide. Saladin lui offre le vizirat, mais Ayyub refuse et reçoit Alexandrie, Damiette et Al Buhayrah en fiefs. Plusieurs autres parents de Saladin le rejoignent en Égypte. Nur ad-Din ne leur fait pas confiance, estimant à juste titre qu'ils créent un principauté indépendante pour leur propre compte et contre lui. En public, Ayyub soutient Nur ad-Din, mais conseille en privé à son fils de temporiser en évitant la venue de Nur ad-Din en Égypte.
Il est grièvement blessé par une chute de cheval survenue le 31 juillet 1173 et meurt le 9 août. Sa mort provoque un regain de tension entre Saladin et Nur ad-Din. Ce dernier se rend compte qu'il ne dispose plus d'homme de confiance au Caire et exige la présence de l'armée égyptienne pour une expédition contre le royaume de Jérusalem, mais Saladin recule, prenant prétexte de la mort de son père. Nur ad-Din prépare une expédition pour soumettre Saladin, quand il meurt, le 15 mai 1174.

## Caractère
Selon Baha ad-Din, Ayyub était "un homme noble, généreux, doux et d'excellente caractère". Il était également "passionné de polo".
Son nom d'Ayyub (=Job), a servi à nommer la dynastie ayyoubide, celle de Saladin et de ses descendants. Najm ad-Din est un nom qui signifie "étoile de la foi".
C'est aussi un homme qui a montré son sens de la prudence. Au mois d’octobre 1157, Nur ad-Din est atteint d’une grave maladie  et Shirkuh veut s’emparer de Damas, mais ne fait pas, suivant les conseils de son frère Ayyoub qui lui dit  « Tu nous expose tous à périr. Il vaut mieux que tu retournes à Alep. Si Nur ad-Din est encore en vie, tu lui offriras sur le champ tes hommages. Et s’il est déjà mort, je reste à Damas et nous nous en rendrons maître, selon ton désir ». Cette adresse fait que Nur ad-Din ne se rend compte de rien et confie Damas à Shirkuh pendant sa maladie. En 1172, la rupture est proche entre Nur ad-Din et Saladin, et ce dernier réunit ses proches et ses conseillers pour discuter de la marche à suivre. Certains émirs se déclarent prêt à prendre les armes contre Nur ad-Din, mais Ayyub intervient avec colère, rappelant que c'est Nur ad-Din le suzerain de Saladin, que l'Égypte lui appartient et exige une soumission à Nur ad-Din. Mais quand il se retrouve en privé avec son fils, il lui conseille de ne pas afficher ses ambitions si ouvertement, et de temporiser en attendant le décès de Nur ad-Din, plus âgé que Saladin.

## Mariage et enfants
Il a épousé la sœur d'un certain Shebab ed-Din Mahmoud el-Haremi qui donne naissance à :
- Nur ad-Dawla Shahanshah, mort en 1148 au siège de Damas
- Yusuf ibn Ayub Salah ed-Din ou Saladin († 4 mars 1193), sultan d'Égypte et de Syrie.
- Shems ad-Dawla Turan Shah († 1181 à Alexandrie), émir du Yémen.
- El-Malek el-Modafer Omar
- Ferukshah
- Abu Berk el-Malek al-Adel ou Al-Adel († 1218), sultan d'Égypte et de Syrie.
- Taj al-Muluk Buri, tué au siège d'Alep en 1184
- Seif al-Ishim Tughtebin († 1202), émir du Yémen.
- Rebia Khatun Sitt es-Shem  († 1246), mariée à Modaffer ed-Din Kukburi prince d'Arbelles